# Leo Schönberg
Leo Schönberg (* 11. April 1928 in Polch; † 23. März 2015 ebenda) war ein deutscher Jurist und Politiker (CDU).

## Leben und Beruf
Nach dem Abitur 1947 am Gymnasium nahm Schönberg ein Studium der Rechts- und Wirtschaftswissenschaften an der Johannes Gutenberg-Universität Mainz auf, das er 1951 mit dem ersten und 1955 mit dem zweiten juristischen Staatsexamen beendete. Er trat in den Staatsdienst ein, arbeitete zunächst am Landgericht Koblenz und wurde dort 1959 zum Landgerichtsrat ernannt. 1965 wechselte er an das Oberlandesgericht Koblenz. Hier erhielt er 1966 seine Ernennung zum Oberlandesgerichtsrat. 1971 wurde er Senatspräsident und Vorsitzender Richter am Oberlandesgericht Koblenz.

## Partei
Schönberg trat 1947 in die CDU ein und wurde 1958 zum Vorsitzenden des CDU-Kreisverbandes Mayen gewählt.

## Abgeordneter
Schönberg war seit 1956 Ratsmitglied der Gemeinde Polch und wurde später in den Kreistag gewählt. Dem Rheinland-Pfälzischen Landtag gehörte er von 1979 bis 1987 an.

## Öffentliche Ämter
Schönberg amtierte von 1988 bis 1990 als Staatssekretär im Ministerium für Inneres und Sport des Landes Rheinland-Pfalz.

## Ehrungen
- 1972: Freiherr-vom-Stein-Plakette
- 1974: Bundesverdienstkreuz am Bande
- 1982: Bundesverdienstkreuz 1. Klasse
- 1997: Großes Verdienstkreuz der Bundesrepublik Deutschland
- Ehrenbürgerschaft der Stadt Polch

| Personendaten    | Personendaten                             |
| ---------------- | ----------------------------------------- |
| NAME             | Schönberg, Leo                            |
| KURZBESCHREIBUNG | deutscher Jurist und Politiker (CDU), MdL |
| GEBURTSDATUM     | 11. April 1928                            |
| GEBURTSORT       | Polch                                     |
| STERBEDATUM      | 23. März 2015                             |
| STERBEORT        | Polch                                     |